# Liris xavieri
Liris xavieri es una especie de avispas solitarias que anidan en el suelo perteneciente a la familia de los crabrónidos. La especie fue descrita por primera vez por  Tsuneki en 1976.